# Neo Contra
Neo Contra (яп. ネオコントラ Нэо Контора) — японская компьютерная игра в жанре «беги и стреляй», разработанная и выпущенная компанией Konami в 2004 году для приставки PlayStation 2. Представляет собой десятую часть серии игр Contra.

## Игровой процесс
В отличие от большинства игр серии, отображается в 3D, однако третье измерение играет существенную роль лишь в нескольких редких моментах. Сеттинг и построение уровней во многом напоминают Contra: Hard Corps, ведомые игроками персонажи перемещаются по локации, расстреливая проходных противников и сражаясь с боссами. Геймплей зависит от камеры обзора, которая поворачивается самостоятельно без возможности регулирования, в основном происходящее выводится на экран в изометрической проекции, но иногда действо разворачивается в режиме классического сайд-скроллинга. Герои не могут прыгать, тем не менее, появились два новых способа уклонения от вражеских выстрелов: рывок и кручение. Рывок позволяет за короткий отрезок времени набрать очень большую скорость и уйти тем самым от преследующих противников, кручение одномоментно делает персонажа неуязвимым (пули попросту пролетают мимо). Система поражения враждебных объектов заимствована из Contra: Shattered Soldier.
Управляемый игроком герой может использовать три типа оружия, первые два, автоматическое и взрывное, предназначены для наземных целей, третье — бьёт по летающим и высотным объектам. Вся игра состоит из семи уровней, четыре из которых могут быть пройдены неограниченное число раз и в любом порядке. Пятый уровень становится доступным после прохождения первых четырёх, в то время как шестой и седьмой открываются только после достижения персонажем определённого ранга. В меню игрок волен выбрать одну из двух сложностей: на лёгкой сложности герою даются 30 жизней, но невозможно посмотреть концовку; на нормальной сложности изначально имеются 5 жизней и 7 продолжений.

## Сюжет
Сюжет описывает события, происходящие на Земле в 4444 году, когда вся планета превратилась в своеобразную тюрьму, место обитания разнообразных преступников и политических заключённых. В центре внимания организация под названием «Нео Контра», появившаяся на самом дне общества с целью возрождения процветающей цивилизации. Однако вскоре выясняются их истинные планы, и на борьбу с этим режимом отправляются двое бойцов, традиционный протагонист «Контры» Билл Райзер и новый персонаж, самурай Гэмбэй «Ягуар» Ягю. Вместе им предстоит одолеть всю армию мятежников и установить на планете прежний порядок.

## Рецензии
| Сводный рейтинг | Сводный рейтинг |
| Агрегатор       | Оценка          |
| --------------- | --------------- |
| GameRankings    | 68,24 %         |

В среде критиков Neo Contra удостоилась смешанных отзывов и неоднородных оценок. Интернет-портала GameSpot отметил чувство ностальгии, возникающее во время прохождения игры, похвалил управление и графику, а в качестве главного недостатка назвал небольшую продолжительность (на прохождение всех семи уровней уходит не больше часа игрового времени). Обозреватель IGN положительно охарактеризовал присутствующие нововведения, оценил кинематографичность происходящего, однако в итоге пришёл к выводу, что Neo Contra за отсутствием нескольких традиционных элементов вроде прыжка и скольжения слишком непохожа на остальные, полюбившиеся фанатам части серии «Контра».